# 亚历山德拉·戈斯琴斯卡
亚历山德拉·戈斯琴斯卡（Aleksandra Goszczyńska，1999年2月16日—），波蘭女子羽毛球運動員。

## 簡歷
2017年4月，亚历山德拉·戈斯琴斯卡代表波蘭參加在法國米盧斯舉行的歐洲青年羽毛球錦標賽，與维多利亚·达布琴斯卡合作打進女子雙打比賽準決賽，拿得季軍。

## 主要比賽成績
只列出曾進入準決賽的國際賽事成績：
| 年份   | 賽事                 | 公開賽級別 | 項目     | 拍檔                    | 成績   |
| ------ | -------------------- | ---------- | -------- | ----------------------- | ------ |
| 2017年 | 歐洲青年羽毛球錦標賽 | 其他       | 女子雙打 | 维多利亚·达布琴斯卡     | 季軍   |
| 2017年 | 斯洛伐克羽毛球公開賽 | 未來系列賽 | 女子雙打 | 维多利亚·达布琴斯卡     | 亞軍   |
| 2018年 | 捷克羽毛球國際賽     | 國際系列賽 | 女子雙打 | 维多利亚·达布琴斯卡     | 準決賽 |
| 2018年 | 波蘭羽毛球國際賽     | 國際系列賽 | 女子雙打 | 維多利亞·達布琴斯卡     | 準決賽 |
| 2019年 | 希臘羽毛球國際賽     | 未來系列賽 | 女子雙打 | 马格达莱纳·斯维尔琴斯卡 | 準決賽 |
| 2019年 | 拉脫維亞羽毛球國際賽 | 未來系列賽 | 女子雙打 | 馬格達萊納·斯維爾琴斯卡 | 準決賽 |

| 2007-2017年 | 首要超級賽 | 超級賽 | 黃金大獎賽 | 大獎賽 | 國際挑戰賽 | 國際系列賽 | 未來系列賽 | 其他 |

| 2018-2026年 | 總決賽 | 超級1000賽 | 超級750賽 | 超級500賽 | 超級300賽 | 超級100賽 | 國際挑戰賽 | 國際系列賽 | 未來系列賽 | 其他 |